# オイローパ2
オイローパ2（Europa 2）は、TUI AG傘下のハパク・ロイド・クルーズが運航しているクルーズ客船。

## 概要
2013年4月26日、フランスのSTXフランス サン・ナゼール工場で竣工、船籍はマルタ。
5月10日にハンブルクで行われた命名式にて、元モデルのダナ・シュヴァイガーによって命名され、11日よりハンブルク～リスボン14日間のデビュークルーズを行い、その後は地中海で運航されている。
客室数は251室でオールスイート、全てがベランダ付きの海側客室（アウトサイド・キャビン）であり、8箇所のレストラン、6箇所のバー等を備えている。
本船は2013年現在、ハパク・ロイド・クルーズ運航の客船では最大で、同社の新たなフラッグシップとなった。
日本には2019年5月、兵庫県神戸市の神戸ポートターミナルにはじめて入港した。